# 绿花琉璃草
绿花琉璃草（学名：Cynoglossum viridiflorum）为紫草科倒提壶属的植物。

## 分佈
本物種分佈於俄罗斯以及中国大陆的新疆等地，生长于海拔700米至1,700米的地区，见于灌木林缘、山谷溪边和阳坡石山隙，目前尚未由人工引种栽培。